# الجابر اوییشن
الجابر اوییشن (به انگلیسی: Al Jaber Aviation) یک شرکت هواپیمایی است.
دفتر مرکزی الجابر اوییشن در ابوظبی، امارات متحده عربی واقع شده‌است و قطب این شرکت هواپیمایی در فرودگاه البطین قرار دارد.